# 亮哲
陳亮哲（英文：Liang Zhe，1980年12月8日—），原名刘亮哲、刘陈兴，台湾男演员、主持人，毕业于实践大学室内空间设计系。亮棠文創共同創辦人，早年受李國修戲劇表演指導，參與多部劇場演出，並有豐富的行腳節目主持經驗及相關影視演出作品。

## 家庭
2011年，亮哲與大他3歲的劇場導演黃毓棠結婚。婚後，育有兩女。

## 電視劇
| 年份   | 頻道                   | 劇名                    | 角色               |
| 2007年 | 東森戲劇台             | 《惡女阿楚》            | 秦亮               |
| 2007年 | 台視、三立都會台       | 《鬥牛，要不要》        | 周必守             |
| 2010年 | 大愛電視台             | 《那一年鳳凰花開時》    | 楊啟祥             |
| 2010年 | 三立台灣台             | 《天下父母心》          | 高仁吉             |
| 2010年 | 三立台灣台             | 《家和萬事興》          | 彭志豪             |
| 2011年 | 三立台灣台             | 《牵手》                | 方凱元             |
| 2011年 | 三立台灣台             | 《愛。回來》            | 陳立祥             |
| 2012年 | 三立台灣台             | 《天下女人心》          | 顏啟泰             |
| 2013年 | 三立台灣台             | 《孤戀花》              | 莊朝陽             |
| 2014年 | 三立台灣台             | 《世間情》              | 孫建智             |
| 2015年 | 三立台灣台             | 《甘味人生》            | 周曉明             |
| 2015年 | 三立都會台、東森綜合台 | 《莫非，這就是愛情》    | 關柏威(客串)       |
| 2015年 | 公視                   | 《愛神卡拉ok》          | 小陳               |
| 2016年 | 三立台灣台             | 《白鷺鷥的願望》        | 李有諒             |
| 2017年 | 三立台灣台             | 《一家人》              | 李紹峰             |
| 2017年 | KKTV、愛奇藝           | 《紅色氣球》            | 夏之晨             |
| 2017年 | 公視                   | 《一瞬之光》            | 翊承               |
| 2018年 | 三立都會台、東森綜合台 | 《姊的時代》            | 陳院長             |
| 2019年 | 大愛電視台             | 《與愛同行》            | 蕭文傑             |
| 2019年 | 三立台灣台             | 《炮仔聲》              | 曾國豪             |
| 2020年 | 台視、三立都會台       | 《月村歡迎你》          | 康又迪             |
| 2020年 | 三立台灣台             | 《天之驕女》            | 高志龍             |
| 2021年 | 三立台灣台             | 《天之驕女》            | 織田健司劉克群     |
| 2022年 | 衛視中文台             | 《仙女姐姐來我家》      | 趙英雄             |
| 2022年 | 三立台灣台             | 《一家團圓》            | 劉清源             |
| 2023年 | 公視、八大戲劇台       | 《最佳利益2－決戰利益》 | 鍾肅安             |
| 2023年 | 公視、八大戲劇台       | 《最佳利益3－最終利益》 | 鍾肅安             |
| 2023年 | 八大綜合台             | 《奇蹟》                | 陈东扬             |
| 2023年 | 東森超視、華視         | 《阿叔》                | 郭柏華             |
| 2023年 | 中視                   | 《開創者》              | 陳懷海             |
| 2023年 | 公視                   | 《暗潮》                | 陳老師             |
| 2024年 | 三立台灣台             | 《天道》                | 江永傳宮啟陽章均楠 |
| 2024年 | 華視、公視台語台       | 《無罪推定》            | 學長               |
| 2024年 | 華視、公視台語台       | 《孔雀魚》              | 李子健             |

## 電影
| 年份   | 導演   | 片名                       | 角色 | 備註 |
| 2023年 | 鄧安寧 | 《我的婆婆怎麼把OO搞丟了》 | 導演 | 客串 |
| 2025年 | 陳大璞 | 《啵me之我的青春住了鬼》   |      | 主演 |

## 微電影
| 年份 | 導演 | 片名                  | 角色 | 備註 |
|      |      | 《菩薩的孩子2－蛻變》 |      |      |

## 舞台劇
| 年份   | 劇團       | 劇名                             | 備註           |
| 2008年 | 屏風表演班 | 《瘋狂年代》                     |                |
| 2009年 | 屏風表演班 | 《北極之光》                     |                |
| 2009年 | 屏風表演班 | 《合法犯罪》                     |                |
| 2010年 | 屏風表演班 | 《婚外信行為》                   |                |
| 2013年 | 屏風表演班 | 《莎姆雷特》                     |                |
| 2017年 | 亮棠文創   | 《三人行不行》                   | 李國修紀念作品 |
| 2020年 | 亮棠文創   | 《莎姆雷特》                     | 李國修紀念作品 |
| 2020年 | 表演工作坊 | 《昨夜星辰》                     | 李國修紀念作品 |
| 2022年 | 亮棠文創   | 《用九柑仔店》                   |                |
| 2024年 | 亮棠文創   | 《三人行不行》《莎姆雷特》經典版 | 李國修紀念作品 |

## 音樂錄影帶
- 林冠吟 梁祝

## 主持作品
- 三立都會台《冒險王》
- 三立都會台《台灣全記錄》
- 三立都會台《愛玩客》

## 出版作品

### 著作
- 《亮哲×單車：花東冒險趣》
- 《亮哲 原味∞冒險》
- 《我與公主的尖叫時光》

## 音樂作品

### 單曲
- 《囡仔》

## 代言
- 潮霖資產有限公司[6][7]
- 樹造幸福 （页面存档备份，存于）

## 外部連結
- 亮哲。遊。藝的Facebook專頁
- 亮哲不晾著的Instagram帳戶
- 亮哲在互联网电影资料库（IMDb）上的資料（英文）
- 齊石傳播官方網站 （页面存档备份，存于）
- 亮棠文創有限公司 - 台灣公司資料 （页面存档备份，存于）
- 華文影史庫 亮哲 簡介 （页面存档备份，存于）